# Nijat Rahimov
Nijat Rahimov (n. 13 august 1993, Bakı, Azerbaidjan) este un halterofil ce a reprezentat Azerbaidjan, medaliat olimpic. A participat la o ediție a Jocurilor Olimpice (2016) în care a câștigat o medalie de aur.

## Participări
Lista de mai jos prezintă principalele competiții la care a participat Nijat Rahimov de-a lungul carierei.
- Haltere la Jocurile Olimpice de vară din 2016